# Zelandobatella naias
Zelandobatella naias är en kvalsterart som beskrevs av Hopkins 1975. Zelandobatella naias ingår i släktet Zelandobatella och familjen Hygrobatidae. Inga underarter finns listade i Catalogue of Life.